# جهان‌رنجوری
جهان‌رنجوری یا وِلتْشْمِرتس (آلمانی: Weltschmerz تلفظ آلمانی: [ˈvɛltʃmɛɐ̯ts] به معنای اندوه جهان) اصطلاحی است که توسط نویسنده آلمانی ژان پل ابداع شد و بیانگر احساس و وضعیتی است که انسان با تجربه واقعیت مادی و فیزیکی جهان نمی‌تواند به تمایلات و خواسته‌های ذهنی خود پاسخ دهد. این مفهوم در آثار نویسندگان رمانتیک همچون لرد بایرون، هرمان هسه، هاینریش هاینه، فرانسوا-رنه دو شاتوبریان و جیاکومو لئوپاردی دیده می‌شود.